# Contea di Brown (Wisconsin)
La contea di Brown (in inglese, Brown County) è una contea dello Stato del Wisconsin, negli Stati Uniti. La popolazione al censimento del 2000 era di 226 778 abitanti. Il capoluogo di contea è Green Bay.